# Alonsoa honoraria
Alonsoa honoraria är en flenörtsväxtart som beskrevs av J. Grau. Alonsoa honoraria ingår i släktet eldblommor, och familjen flenörtsväxter. Inga underarter finns listade i Catalogue of Life.